# Fincastle, Virginia
Fincastle är administrativ huvudort i Botetourt County i Virginia. Orten har fått sitt namn efter Lord Fincastle. Vid 2010 års folkräkning hade Fincastle 353 invånare.